# Джак О'Конъл
Джак О'Конъл (на английски: Jack O'Connell) е английски актьор, носител на награда на БАФТА и номиниран за „Британска награда за независимо кино“. Най-добре познат е с ролите си на Пуки Никълс в „Това е Англия“, Марки в „Хари Браун“ и Джеймс Кук в „Скинс“.

## Биография
Джак О'Конъл е роден на 1 август 1990 г. в предградието Алвастон на град Дарби, Англия в семейството на Алисън и Патрик О'Конъл. Баща му, който е от ирландски произход е офицер от артилерията в армията, дядо му е професионален футболист и треньор.

## Кариера
Джак О'Конъл започва кариерата си през 2005 г. с участие в епизод от британската сапунена опера „Доктори“. През 2006 г. дебютира на голям екран във филма „Това е Англия“. През 2007 г. участва с малки роли в сериалите „Waterloo Road“, „Holby City“ и „Wire in the Blood“. През 2008 и 2009 г. участва в „Райско езеро“ и трилърът „Хари Браун“.
От 2009 до 2010 г. участва в сериала „Скинс“, като играе персонаж на име Джеймс Кук. През 2010 г. за изпълнението си в сериала, Джак О'Конъл печели награда „TV Choice“ в категория „най-добър актьор“. През 2015 г. печели награда на БАФТА за „изгряваща звезда“.

## Филмография
| Година | Заглавие на български           | Оригинално заглавие    | Роля          | Режисьор | Бележки |
| ------ | ------------------------------- | ---------------------- | ------------- | -------- | ------- |
| 2006   | „Това е Англия“                 | This Is England        | Пуки Никълс   |          |         |
| 2008   | „Райско езеро“                  | Eden Lake              | Брет          |          |         |
| 2009   | „Хари Браун“                    | Harry Brown            | Марки         |          |         |
| 2011   | „Манчестър Юнайтед“             | United                 | Боби Чарлтън  |          |         |
| 2011   |                                 | Weekender              | Дилън         |          |         |
| 2012   | „Жилищен комплекс“              | Tower Block            | Къртис        |          |         |
| 2012   |                                 | Private Peaceful       | Чарли Пийсфул |          |         |
| 2012   | „Спънката“                      | The Liability          | Адам          |          |         |
| 2014   | „300: Възходът на една империя“ | 300: Rise of an Empire | Калисто       |          |         |
| 2014   | „Несломен“                      | Unbroken               | Луи Замперини |          |         |
| 2016   | „Пулсът на парите“              | Money Monster          | Кайл Бъдуел   |          |         |